# Lapparentosaurus
Genre
Espèce
Lapparentosaurus est un genre de dinosaures sauropodes du Jurassique moyen. Il est connu par une espèce unique, Lapparentosaurus madagascariensis, dont les restes fossiles ont été retrouvés à Madagascar.

## Étymologie
Le nom générique honore le paléontologue français Albert-Félix de Lapparent.